# アーマード 武装地帯
『アーマード 武装地帯』（アーマードぶそうちたい、英: Armored）は、2009年（日本公開は2010年）のアメリカ合衆国の犯罪サスペンス映画。

## ストーリー
装甲現金輸送車の警備員であるタイは、先輩のマイクに誘われて輸送金4200万ドルを狂言強盗により奪う計画に参加する。それは、一切犠牲者が出ないという前提であった。しかし、目撃者のホームレスをマイクが撃ち殺した事で、タイは正気を取り戻す。さらに警官のジェイクをベインズが発砲し重傷を負わせた。もはや暴徒と化したマイクら強盗仲間から、タイは、ジェイクを救うため行動を開始する。

## キャスト
※括弧内は日本語吹替
- マイク・コクラン - マット・ディロン（咲野俊介）
- クイン - ジャン・レノ（菅生隆之）
- ベインズ - ローレンス・フィッシュバーン（江川央生）
- パーマー - アマウリー・ノラスコ（山野井仁）
- ジェイク・エクハート - マイロ・ヴィンティミリア（加瀬康之）
- ドブス - スキート・ウールリッチ（小松史法）
- タイ・ハケット - コロンバス・ショート（志村知幸）
- ダンカン・アシュクロフト - フレッド・ウォード（稲葉実）
- ジミー・ハケット - アンドレ・ジャマル・キニー（英語版）（近藤隆）